# Chuột nhảy lùn năm ngón
Chuột nhảy lùn năm ngón, tên khoa học Cardiocranius paradoxus, là một loài động vật có vú trong họ Dipodidae, bộ Gặm nhấm. Loài này được Satunin mô tả năm 1903. Chúng được tìm thấy ở Kazakhstan, Mông Cổ và Trung Quốc.

## Hình ảnh

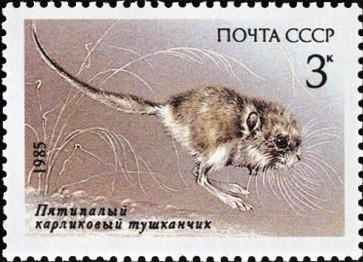